# Tokuaki Fujita
Tokuaki Fujita (jap. 藤田徳明 Fujita Tokuaki; ur. 10 stycznia 1941 w prefekturze Tokushima) – japoński zapaśnik walczący w stylu klasycznym. Olimpijczyk z Tokio 1964, gdzie zajął czwarte miejsce w kategorii 70 kg.
Mistrz igrzysk azjatyckich w 1962 roku.